# Сабнова
Сабно́ва (гор.-евр. Сабнова, Савнова) — село в Дербентском районе Республики Дагестан.
Образует муниципальное образование «село Сабнова» со статусом сельского поселения, как единственный населённый пункт в его составе.

## Этимология
В переводе с горско-еврейского языка, Сабнова означает — «Новый Саб».

## История
Исторически горско-еврейский аул. Точная дата основания не установлена, но по некоторым сведениям горские евреи в селе проживали уже в конце XVIII века.

## География
Селение расположено у северного подножья горы Ачигсырт, на правом берегу реке Суходол (Сабнавачай). Находится у северо-западной окраины города Дербент, с которым фактически уже слился.

## Население
| 1926  | 1939  | 1970  | 1989  | 2002  | 2010  | 2012  |
| ----- | ----- | ----- | ----- | ----- | ----- | ----- |
| 537   | ↗664  | ↗1672 | ↗2483 | ↗3361 | ↗3820 | ↗3933 |
| 2013  | 2014  | 2015  | 2016  | 2017  | 2018  | 2019  |
| ↗4014 | ↗4109 | ↗4160 | ↗4245 | ↗4285 | ↗4312 | ↗4347 |
| 2020  | 2021  | 2023  | 2024  | 2025  |       |       |
| ↗4391 | ↘3416 | ↗3444 | ↗3519 | ↗3587 |       |       |

Национальный состав
По результатам Всероссийской переписи населения 2021 года:
| Народ         | Численность, чел. | Доля от всего населения, % |
| ------------- | ----------------- | -------------------------- |
| азербайджанцы | 3323              | 97,27 %                    |
| лезгины       | 44                | 1,29 %                     |
| даргинцы      | 32                | 0,94 %                     |
| другие        | 17                | 0,50 %                     |
| всего         | 3416              | 100 %                      |

## Известные люди
- Авсетов Авсет Асадуллавич — штангист, четырехкратного чемпиона СССР, рекордсмена мира